# Łukasz Mierzejewski
Łukasz Mierzejewski, né le 31 août 1982 à Ciechanów, est un footballeur international polonais. Il évolue au poste d'arrière droit avant de devenir entraîneur.
Après des débuts au Legia Varsovie, il joue ensuite notamment au ŁKS Łódź, au Zagłębie Lubin, au Widzew Łódź et au KS Cracovia. Il joue depuis 2014 au Górnik Łęczna.

## Carrière

### En club
Łukasz Mierzejewski commence sa carrière professionnelle en 2000 à Legia Varsovie. Champion de Pologne et vainqueur de la coupe de la Ligue polonaise en 2002, il est cependant rarement utilisé, et est même relégué dans la deuxième équipe du Legia lors de la deuxième moitié de saison. Lors de la saison 2002-2003, Mierzejewski est vendu au ŁKS Łódź. En seconde division, il convainc son entraîneur, et joue quasiment la totalité des matches de championnat. En 2003, il signe chez le promu du Świt Nowy Dwór Mazowiecki (en), et retrouve donc la première division. Pour la première saison du Świt au sein de l'élite, Mierzejewski et ses coéquipiers se battent pour éviter la relégation. Au classement, Nowy Dwór Mazowiecki termine à l'avant-dernière position. Mierzejewski change alors une nouvelle fois d'équipe, et pose ses bagages à Lubin. Avec le Miedziowi, il participe à trois saisons, et remporte une nouvelle fois le titre de champion, en 2007. C'est par cette victoire que Mierzejewski rejoint le Widzew Łódź, pensionnaire de première division depuis une année. Il s'y impose rapidement, mais quitte très vite le club, impliqué dans de sombres affaires de corruption. Son sixième club professionnel se nomme le KS Cracovia. Il devient vite un habitué du milieu de terrain cracovien. Alors qu'il se dirige vers une nouvelle relégation, il profite des problèmes administratifs de son ancienne équipe, Łódź, pour se maintenir dans l'Ekstraklasa, et ainsi permettre au Cracovia de disputer une trente-septième saison en première division.

### En sélection
En décembre 2009, Łukasz Mierzejewski est appelé par le sélectionneur de l'équipe nationale polonaise, Franciszek Smuda, pour la King's Cup de 2010. Le 17 janvier 2010, il fait ses débuts contre le Danemark, tenant du titre de la compétition. Présent lors des deux matches suivants, il est l'un des rares joueurs polonais à prendre part à toutes les rencontres en Thaïlande.

### Palmarès
- Vice-Champion d'Europe des moins de 16 ans : 1999
- Champion d'Europe des moins de 19 ans : 2001
- Champion de Pologne : 2002, 2007
- Vainqueur de la Coupe de la Ligue polonaise : 2002